# Bartolomeo Bellencini
Bartolomeo Bellencini, o Bellincini, latinizzato come Bartholomaeus Bellencinus o de Bellincinis (Modena, 1428 – Roma, 7 giugno 1478), è stato un giurista e canonista italiano del XV secolo.

## Biografia
Nacque nel 1428 a Modena.
Studiò legge presso l'Università di Ferrara sotto Francesco Accolti, laureandosi nel 1459 e rimanendo a insegnare nella stessa università diritto canonico; ebbe tra i suoi studenti Felino Sandeo. Si trasferì tra il 1465 e il 1466 all'Università di Bologna, dove già insegnava Andrea Barbazza di cui fu avversario.
Fu chiamato da papa Sisto IV alla Curia romana nel 1472 come uditore di Rota.
Morì nel 1478 a Roma e fu sepolto nella basilica di Santa Maria del Popolo.

## Opere
- (LA) Apostillae super lecturas Nicolai de Tudeschis et Antonii de Butrio, Venezia, Johannes de Colonia &  Johannes Manthen, 1477.
- (LA) De caritativo subsidio et decima beneficiorum, Modena, Antonio Miscomini & Domenico Rococciola, 1489. Roma, 1544.